# Medallistas olímpicos en Esgrima (masculino)
Tabla de medallas de oro, plata y bronce de la Esgrima en los Juegos Olímpicos desde su primera edición en 1896, en cada una de las pruebas que forman parte del torneo.
- Para las mujeres véase Medallistas olímpicas en Esgrima (femenino).

## Programa vigente

### Floreteindividual
| Edición             | Oro                                        | Plata                                      | Bronce                                                             |
| ------------------- | ------------------------------------------ | ------------------------------------------ | ------------------------------------------------------------------ |
| Atenas 1896         | Eugène-Henri Gravelotte · Francia          | Henri Callot · Francia                     | Periklis Pierrakos-Mavromichalis · GreciaAthanasios Vuros · Grecia |
| París 1900          | Émile Coste · Francia                      | Henri Masson · Francia                     | Marcel Boulenger · Francia                                         |
| St. Louis 1904      | Ramón Fonst · Cuba                         | Albertson Van Zo Post · Estados Unidos     | Charles Tatham · Estados Unidos                                    |
| Londres 1908        | prueba no incluida en el programa olímpico | prueba no incluida en el programa olímpico | prueba no incluida en el programa olímpico                         |
| Estocolmo 1912      | Nedo Nadi · Italia                         | Pietro Speciale · Italia                   | Richard Verderber · Austria                                        |
| Amberes 1920        | Nedo Nadi · Italia                         | Philippe Cattiau · Francia                 | Roger Ducret · Francia                                             |
| París 1924          | Roger Ducret · Francia                     | Philippe Cattiau · Francia                 | Maurice Van Damme · Bélgica                                        |
| Ámsterdam 1928      | Lucien Gaudin · Francia                    | Erwin Casmir · Alemania                    | Giulio Gaudini · Italia                                            |
| Los Ángeles 1932    | Gustavo Marzi · Italia                     | Joseph Levis · Estados Unidos              | Giulio Gaudini · Italia                                            |
| Berlín 1936         | Giulio Gaudini · Italia                    | Edward Gardère · Francia                   | Giorgio Bocchino · Italia                                          |
| Londres 1948        | Jehan Buhan · Francia                      | Christian d'Oriola · Francia               | Lajos Maszlay · Hungría                                            |
| Helsinki 1952       | Christian d'Oriola · Francia               | Edoardo Mangiarotti · Italia               | Manlio Di Rosa · Italia                                            |
| Melbourne 1956      | Christian d'Oriola · Francia               | Giancarlo Bergamini · Italia               | Antonio Spallino · Italia                                          |
| Roma 1960           | Viktor Zhdanovich · Unión Soviética        | Yuri Sisikin · Unión Soviética             | Albert Axelrod · Estados Unidos                                    |
| Tokio 1964          | Egon Franke · Polonia                      | Jean-Claude Magnan · Francia               | Daniel Revenu · Francia                                            |
| México 1968         | Ion Drîmbă · Rumania                       | Jenő Kamuti · Hungría                      | Daniel Revenu · Francia                                            |
| Múnich 1972         | Witold Woyda · Polonia                     | Jenő Kamuti · Hungría                      | Christian Noël · Francia                                           |
| Montreal 1976       | Fabio Dal Zotto · Italia                   | Alexandr Romankov · Unión Soviética        | Bernard Talvard · Francia                                          |
| Moscú 1980          | Vladimir Smirnov · Unión Soviética         | Pascal Jolyot · Francia                    | Alexandr Romankov · Unión Soviética                                |
| Los Ángeles 1984    | Mauro Numa · Italia                        | Matthias Behr · Alemania Occidental        | Stefano Cerioni · Italia                                           |
| Seúl 1988           | Stefano Cerioni · Italia                   | Udo Wagner · Alemania Oriental             | Alexandr Romankov · Unión Soviética                                |
| Barcelona 1992      | Philippe Omnès · Francia                   | Sergei Golubitsky · Equipo Unificado       | Elvis Gregory · Cuba                                               |
| Atlanta 1996        | Alessandro Puccini · Italia                | Lionel Plumenail · Francia                 | Franck Boidin · Francia                                            |
| Sídney 2000         | Kim Young-Ho · Corea del Sur               | Ralf Bissdorf · Alemania                   | Dmitri Shevchenko · Rusia                                          |
| Atenas 2004         | Brice Guyart · Francia                     | Salvatore Sanzo · Italia                   | Andrea Cassarà · Italia                                            |
| Beijing 2008        | Benjamin Kleibrink · Alemania              | Yuki Ota · Japón                           | Salvatore Sanzo · Italia                                           |
| Londres 2012        | Lei Sheng · República Popular China        | Alaaeldin Abouelkassem · Egipto            | Choi Byung-Chul · Corea del Sur                                    |
| Río de Janeiro 2016 | Daniele Garozzo · Italia                   | Alexander Massialas · Estados Unidos       | Timur Safin · Rusia                                                |
| Tokio 2020          | Cheung Ka Long · Hong Kong                 | Daniele Garozzo · Italia                   | Alexander Choupenitch · República Checa                            |
| París 2024          | Cheung Ka-Long · Hong Kong                 | Filippo Macchi · Italia                    | Nick Itkin · Estados Unidos                                        |

### Floretepor equipos
| Edición             | Oro | Plata | Bronce |
| ------------------- | --- | --- | --- |
| St. Louis 1904      | Equipo MixtoRamón Fonst · Albertson Van Zo Post · Manuel Díaz Martínez                                                                 | Estados UnidosCharles Tatham · Fitzhugh Townsend · Arthur Fox                                                                                        | medalla no otorgada |
| Londres 1908        | prueba no incluida en el programa olímpico                                                                                             | prueba no incluida en el programa olímpico | prueba no incluida en el programa olímpico |
| Estocolmo 1912      | prueba no incluida en el programa olímpico                                                                                             | prueba no incluida en el programa olímpico | prueba no incluida en el programa olímpico |
| Amberes 1920        | ItaliaAldo Nadi · Nedo Nadi · Abelardo Olivier · Pietro Speciale · Rodolfo Terlizzi · Oreste Puliti · Tommaso Costantino · Baldo Baldi | FranciaAndré Labatut · Georges Trombert · Marcel Perrot · Lucien Gaudin · Philippe Cattiau · Roger Ducret · Gaston Amson · Lionel Bony de Castellane | Estados UnidosFrancis Honeycutt · Arthur Lyon · Robert Sears · Henry Breckinridge · Harold Rayner                                                 |
| París 1924          | FranciaLucien Gaudin · Philippe Cattiau · Jacques Coutrot · Roger Ducret · Henri Jobier · André LabatutGuy de Luget · Joseph Perotaux  | BélgicaDésiré Beaurain · Charles Crahay · Fernand de Montigny · Maurice Van Damme · Marcel Berré · Albert De Roocker                                 | HungríaLászló Berti · Sándor Pósta · Zoltán Ozoray Schenker · Ödön Tersztyánszky · István Lichteneckert                                           |
| Ámsterdam 1928      | ItaliaUgo Pignotti · Giulio Gaudini · Giorgio Pessina · Gioacchino Guaragna · Oreste Puliti · Giorgio Chiavacci                        | FranciaPhilippe Cattiau · Roger Ducret · André Labatut · Lucien Gaudin · Raymond Flacher · André Gaboriaud                                           | ArgentinaRoberto Larraz · Raúl Anganuzzi · Luis Lucchetti · Héctor Lucchetti · Carmelo Camet                                                      |
| Los Ángeles 1932    | FranciaEdward Gardère · René Bondoux · René Bougnol · René Lemoine · Philippe Cattiau · Jean Piot                                      | ItaliaGiulio Gaudini · Gustavo Marzi · Ugo Pignotti · Gioacchino Guaragna · Rodolfo Terlizzi · Giorgio Pessina                                       | Estados UnidosGeorge Charles Calnan · Richard Clarke Steere · Joseph Levis · Dernell Every · Hugh Vincent Alessandroni · Frank Righeimer          |
| Berlín 1936         | ItaliaGiorgio Bocchino · Manlio Di Rosa · Gioacchino Guaragna · Ciro Verratti · Giulio Gaudini · Gustavo Marzi                         | FranciaEdward Gardère · André Gardère · Jacques Coutrot · René Bougnol · René Bondoux · René Lemoine                                                 | AlemaniaSiegfried Lerdon · August Heim · Erwin Casmir · Julius Eisenecker · Stefan Rosenbauer · Otto Adam                                         |
| Londres 1948        | FranciaAdrien Rommel · Christian d'Oriola · André Bonin · Jacques Lataste · Jehan Buhan · René Bougnol                                 | ItaliaSaverio Ragno · Renzo Nostini · Manlio Di Rosa · Giorgio Pellini · Edoardo Mangiarotti · Giuliano Nostini                                      | BélgicaAndré van de Werve de Vorsselaer · Paul Louis Jean Valcke · Raymond Bru · Georges Camille De Bourgignon · Henri Paternoster · Edouard Yves |
| Helsinki 1952       | FranciaChristian d'Oriola · Jacques Lataste · Jehan Buhan · Claude Netter · Jacques Noël · Adrien Rommel                               | ItaliaGiancarlo Bergamini · Antonio Spallino · Manlio Di Rosa · Giorgio Pellini · Edoardo Mangiarotti · Renzo Nostini                                | HungríaEndre Palócz · Tibor Berczelly · Endre Tilli · Aladár Gerevich · József Sákovics · Lajos Maszlay                                           |
| Melbourne 1956      | ItaliaVittorio Lucarelli · Luigi Carpaneda · Manlio Di Rosa · Giancarlo Bergamini · Antonio Spallino · Edoardo Mangiarotti             | FranciaBernard Baudoux · Rene Coicaud · Claude Netter · Roger Closset · Christian d'Oriola · Jacques Lataste                                         | HungríaLajos Somodi · József Gyuricza · Endre Tilli · József Marosi · Mihály Fülöp · József Sákovics                                              |
| Roma 1960           | Unión SoviéticaViktor Zhdanovich · Mark Midler · Yuri Rudov · Yury Sisikin · German Sveshnikov                                         | ItaliaAlberto Pellegrino · Luigi Carpaneda · Mario Curletto · Aldo Aureggi · Edoardo Mangiarotti                                                     | Equipo Alemán UnificadoJürgen Theuerkauff · Tim Gerresheim · Eberhard Mehl · Jürgen Brecht                                                        |
| Tokio 1964          | Unión Soviética Viktor Zhdanovich · Yuri Sharov · Yury Sisikin · German Sveshnikov · Mark Midler                                       | PoloniaWitold Woyda · Zbigniew Skrudlik · Ryszard Parulski · Egon Franke · Janusz Rozycki                                                            | FranciaJacky Courtillat · Jean-Claude Magnan · Christian Noël · Daniel Revenu · Pierre Rodocanachi                                                |
| México 1968         | FranciaDaniel Revenu · Gilles Berolatti · Christian Noël · Jean-Claude Magnan · Jacques Dimont                                         | Unión SoviéticaGerman Sveshnikov · Yuri Sharov · Vasili Stankovich · Viktor Putyatin · Yuri Sisikin                                                  | PoloniaWitold Woyda · Zbigniew Skrudlik · Ryszard Parulski · Egon Franke · Adam Lisewski                                                          |
| Múnich 1972         | PoloniaMarek Dąbrowski · Jerzy Kaczmarek · Lech Koziejowski · Witold Woyda · Arkadiusz Godel                                           | Unión SoviéticaVladimir Denisov · Anatoli Kotetsev · Leonid Romanov · Vasili Stankovich · Viktor Putyatin                                            | FranciaJean-Claude Magnan · Christian Noël · Daniel Revenu · Bernard Talvard · Gilles Berolatti                                                   |
| Montreal 1976       | Alemania OccidentalMatthias Behr · Thomas Bach · Harald Hein · Klaus Reichert · Erk Sens-Gorius                                        | ItaliaFabio Dal Zotto · Carlo Montano · Stefano Simoncelli · Giovanni Battista Coletti · Attilio Calatroni                                           | FranciaChristian Noël · Bernard Talvard · Didier Flament · Frédéric Pietruszka · Daniel Revenu                                                    |
| Moscú 1980          | FranciaDidier Flament · Pascal Jolyot · Bruno Boscherie · Philippe Bonnin · Frédéric Pietruszka                                        | Unión SoviéticaAlexandr Romankov · Vladimir Smirnov · Sabirzhan Ruziyev · Ashot Karagian · Vladimir Lapitsky                                         | PoloniaAdam Robak · Bogusław Zych · Lech Koziejowski · Marian Sypniewski                                                                          |
| Los Ángeles 1984    | ItaliaMauro Numa · Andrea Borella · Stefano Cerioni · Angelo Scuri · Andrea Cipressa                                                   | Alemania OccidentalMatthias Behr · Matthias Gey · Harald Hein · Frank Beck · Klaus Reichert                                                          | FranciaPhilippe Omnès · Patrick Groc · Frederic Pietruszka · Pascal Jolyot · Marc Cerboni                                                         |
| Seúl 1988           | Unión Soviética Vladimer Aptsiauri · Anvar Ibraguimov · Boris Koretski · Ilgar Mamedov · Alexandr Romankov                             | Alemania Occidental Matthias Behr · Thomas Endres · Matthias Gey · Ulrich Schreck · Thorsten Weidner                                                 | Hungría István Busa · Zsolt Érsek · Róbert Gátai · Pál Szekeres · István Szelei                                                                   |
| Barcelona 1992      | Alemania Udo Wagner · Ulrich Schreck · Thorsten Weidner · Alexander Koch · Ingo Weißenborn                                             | Cuba Elvis Gregory · Guillermo Betancourt Scull · Oscar García Pérez · Tulio Díaz Babier · Hermenegildo García Marturell                             | Polonia Marian Sypniewski · Piotr Kiełpikowski · Adam Krzesiński · Cezary Siess · Ryszard Sobczak                                                 |
| Atlanta 1996        | Rusia Dmitriy Shevchenko · Ilgar Mamedov · Vladislav Pavlovich                                                                         | Polonia Piotr Kielpikowski · Adam Krzesinski · Ryszard Sobczak · Jarosław Rodzewicz                                                                  | Cuba Elvis Gregory · Rolando León · Oscar García Pérez                                                                                            |
| Sídney 2000         | Francia Jean-Noël Ferrari · Brice Guyart · Patrice Lhotellier · Lionel Plumenail                                                       | República Popular China Dong Zhaozhi · Wang Haibin · Ye Chong                                                                                        | Italia Daniele Crosta · Gabriele Magni · Salvatore Sanzo · Matteo Zennaro                                                                         |
| Atenas 2004         | Italia Andrea Cassarà · Salvatore Sanzo · Simone Vanni                                                                                 | República Popular China Dong Zhaozhi · Wang Haibin · Wu Hanxiong · Ye Chong                                                                          | Rusia Renal Ganeev · Youri Moltchan · Rouslan Nassiboulline · Viacheslav Pozdniakov                                                               |
| Beijing 2008        | prueba no incluida en el programa olímpico                                                                                             | prueba no incluida en el programa olímpico | prueba no incluida en el programa olímpico |
| Londres 2012        | Italia Andrea Baldini · Giorgio Avola · Andrea Cassarà · Valerio Aspromonte                                                            | Japón Ryo Miyake · Yuki Ota · Kenta Chida · Suguru Awaji                                                                                             | Alemania Peter Joppich · Sebastian Bachmann · Benjamin Kleibrink · André Weßels                                                                   |
| Río de Janeiro 2016 | Rusia Timur Safin · Aleksey Cheremisinov · Artur Akhmatkhuzin                                                                          | Francia Enzo Lefort · Jérémy Cadot · Erwann Le Péchoux · Jean-Paul Tony Helissey                                                                     | Estados Unidos Miles Chamley-Watson · Alexander Massialas · Gerek Meinhardt · Race Imboden                                                        |
| Tokio 2020          | Francia Enzo Lefort · Erwann Le Péchoux · Julien Mertine · Maxime Pauty                                                                | ROC Anton Borodachev · Kirill Borodachev · Vladislav Mylnikov · Timur Safin                                                                          | Estados Unidos Race Imboden · Nick Itkin · Alexander Massialas · Gerek Meinhardt                                                                  |
| París 2024          | Japón Kyosuke Matsuyama · Takahiro Shikine · Kazuki Iimura · Yudai Nagano                                                              | Italia Guillaume Bianchi · Filippo Macchi · Tommaso Marini · Alessio Foconi                                                                          | Francia Maximilien Chastanet · Maxime Pauty · Enzo Lefort · Julien Mertine                                                                        |

### Espadaindividual
| Edición             | Oro                                   | Plata                                  | Bronce                                  |
| ------------------- | ------------------------------------- | -------------------------------------- | --------------------------------------- |
| París 1900          | Ramón Fonst · Cuba                    | Louis Perrée · Francia                 | Léon Sée · Francia                      |
| St. Louis 1904      | Ramón Fonst · Cuba                    | Charles Tatham · Estados Unidos        | Albertson Van Zo Post · Estados Unidos  |
| Londres 1908        | Gaston Alibert · Francia              | Alexandre Lippmann · Francia           | Eugene Olivier · Francia                |
| Estocolmo 1912      | Paul Anspach · Bélgica                | Ivan Osiier · Dinamarca                | Philippe Le Hardy de Beaulieu · Bélgica |
| Amberes 1920        | Armand Massard · Francia              | Alexandre Lippmann · Francia           | Gustave Buchard · Francia               |
| París 1924          | Charles Delporte · Bélgica            | Roger Ducret · Francia                 | Nils Hellsten · Suecia                  |
| Ámsterdam 1928      | Lucien Gaudin · Francia               | Georges Buchard · Francia              | George Calnan · Estados Unidos          |
| Los Ángeles 1932    | Giancarlo Cornaggia-Medici · Italia   | Georges Buchard · Francia              | Carlo Agostoni · Italia                 |
| Berlín 1936         | Franco Riccardi · Italia              | Saverio Ragno · Italia                 | Giancarlo Cornaggia-Medici · Italia     |
| Londres 1948        | Luigi Cantone · Italia                | Oswald Zappelli · Suiza                | Edoardo Mangiarotti · Italia            |
| Helsinki 1952       | Edoardo Mangiarotti · Italia          | Dario Mangiarotti · Italia             | Oswald Zappelli · Suiza                 |
| Melbourne 1956      | Carlo Pavesi · Italia                 | Giuseppe Delfino · Italia              | Edoardo Mangiarotti · Italia            |
| Roma 1960           | Giuseppe Delfino · Italia             | Allan Jay · Reino Unido                | Bruno Khabarov · Unión Soviética        |
| Tokio 1964          | Grigory Kriss · Unión Soviética       | Henry Hoskyns · Reino Unido            | Guram Kostava · Unión Soviética         |
| México 1968         | Győző Kulcsár · Hungría               | Grigory Kriss · Unión Soviética        | Gianluigi Saccaro · Italia              |
| Múnich 1972         | Csaba Fenyvesi · Hungría              | Jacques Ladegaillerie · Francia        | Győző Kulcsár · Hungría                 |
| Montreal 1976       | Alexander Pusch · Alemania Occidental | Hans-Jürgen Hehn · Alemania Occidental | Győző Kulcsár · Hungría                 |
| Moscú 1980          | Johan Harmenberg · Suecia             | Ernő Kolczonay · Hungría               | Philippe Riboud · Francia               |
| Los Ángeles 1984    | Philippe Boisse · Francia             | Björne Väggö · Suecia                  | Philippe Riboud · Francia               |
| Seúl 1988           | Arnd Schmitt · Alemania Occidental    | Philippe Riboud · Francia              | Andrei Chouvalov · Unión Soviética      |
| Barcelona 1992      | Éric Srecki · Francia                 | Pavel Kolobkov · Equipo Unificado      | Jean-Michel Henry · Francia             |
| Atlanta 1996        | Aleksandr Beketov · Rusia             | Iván Trevejo · Cuba                    | Géza Imre · Hungría                     |
| Sídney 2000         | Pavel Kolobkov · Rusia                | Hugues Obry · Francia                  | Lee Sang-Ki · Corea del Sur             |
| Atenas 2004         | Marcel Fischer · Suiza                | Wang Lei · República Popular China     | Pavel Kolobkov · Rusia                  |
| Beijing 2008        | Matteo Tagliariol · Italia            | Fabrice Jeannet · Francia              | José Luis Abajo · España                |
| Londres 2012        | Rubén Limardo · Venezuela             | Bartosz Piasecki · Noruega             | Jung Jin-sun · Corea del Sur            |
| Río de Janeiro 2016 | Park Sang-young · Corea del Sur       | Géza Imre · Hungría                    | Gauthier Grumier · Francia              |
| Tokio 2020          | Romain Cannone · Francia              | Gergely Siklósi · Hungría              | Ihor Reizlin · Ucrania                  |
| París 2024          | Koki Kano · Japón                     | Yannick Borel · Francia                | Mohamed El-Sayed · Egipto               |

### Espadapor equipos
| Edición             | Oro | Plata | Bronce |
| ------------------- | --- | --- | --- |
| Londres 1908        | FranciaGaston Alibert · Herman Georges Berger · Charles Collignon · Eugène Olivier · Bernard Gravier · Alexandre Lippmann · Jean Stern                                         | Reino UnidoCharles Leaf Daniell · Cecil Haig · Martin Holt · Robert Montgomerie · Martin Holt · Edgar Amphlett                                                    | BélgicaPaul Anspach · Desire Beaurain · Ferdinand Feyerick · François Rom · Fernand de Montigny · Victor Willems · Fernand Bosmans                |
| Estocolmo 1912      | Bélgica Paul Anspach · Henri Anspach · Robert Hennet · Fernand de Montigny · Jacques Ochs · François Rom · Gaston Salmon · Victor Willems                                      | Reino Unido Edgar Seligman · Edgar Amphlett · Robert Montgomerie · Percival Dawson · Arthur Everitt · Sydney Mertineau · Martin Holt ·                            | Países Bajos Adrianus de Jong · Willem Hubert van Blijenburgh · Jetze Doorman · Leonardus Salomonson · George van Rossem ·                        |
| Amberes 1920        | ItaliaAldo Nadi · Nedo Nadi · Abelardo Olivier · Giovanni Canova · Dino Urbani · Tullio Bozza · Andrea Marrazzi · Antonio Allochio · Tommaso Costantino · Paolo Thaon di Revel | BélgicaPaul Anspach · Léon Tom · Ernest Gevers · Félix Goblet d'Alviella · Victor Boin · Joseph De Craecker · Philippe Le Hardy de Beaulieu · Fernand de Montigny | FranciaArmand Massard · Alexandre Lippmann · Gustave Buchard · Georges Casanova · Georges Trombert · Gaston Amson · Émile Moureau                 |
| París 1924          | FranciaLucien Gaudin · Georges Buchard · Roger Ducret · André Labatut · Robert Liottel · Alexandre Lippmann · Georges Tainturier                                               | BélgicaPaul Anspach · Joseph De Craecker · Charles Delporte · Fernand de Montigny · Ernest Gevers · Léon Tom                                                      | ItaliaGiulio Basletta · Marcello Bertinetti · Giovanni Canova · Vincenzo Cuccia · Virgilio Mantegazza · Oreste Moricca                            |
| Ámsterdam 1928      | ItaliaGiulio Basletta · Marcello Bertinetti · Giancarlo Cornaggia-Medici · Carlo Agostoni · Renzo Minoli · Franco Riccardi                                                     | FranciaGeorges Buchard · Gaston Amson · Émile Cornic · Bernard Schmetz · René Barbier                                                                             | PortugalPaulo Leal · Mário de Noronha · Jorge de Paiva · Frederico Paredes · João Sassetti · Henrique da Silveira                                 |
| Los Ángeles 1932    | FranciaFernand Jourdant · Bernard Schmetz · Georges Tainturier · Georges Buchard · Jean Piot · Philippe Cattiau                                                                | ItaliaSaverio Ragno · Giancarlo Cornaggia-Medici · Franco Riccardi · Carlo Agostoni · Renzo Minoli                                                                | Estados UnidosGeorge Charles Calnan · Gustave Marinius Heiss · Frank Righeimer · Tracy Jaeckel · Curtis Charles Shears · Miguel Angel De Capriles |
| Berlín 1936         | ItaliaAlfredo Pezzana · Edoardo Mangiarotti · Saverio Ragno · Giancarlo Cornaggia-Medici · Giancarlo Brusati · Franco Riccardi                                                 | SueciaHans Drakenberg · Hans Granfelt · Gustaf Dyrssen · Gustav Almgren · Birger Cederin · Sven Thofelt                                                           | FranciaHenri Dulieux · Philippe Cattiau · Georges Buchard · Paul Wormser · Michel Pécheux · Bernard Schmetz                                       |
| Londres 1948        | FranciaMaurice Huet · Michel Pécheux · Marcel Desprets · Édouard Artigas · Henri Guerin · Henri Lepage                                                                         | ItaliaLuigi Cantone · Marc Antonio Mandruzzato · Carlo Agostoni · Edoardo Mangiarotti · Fiorenzo Marini · Dario Mangiarotti                                       | SueciaFrank Cervell · Carl Forssell · Bengt Ljungquist · Sven Thofelt · Per Hjalmar Carleson · Arne Tollbom                                       |
| Helsinki 1952       | ItaliaRoberto Battaglia · Carlo Pavesi · Franco Bertinetti · Giuseppe Delfino · Dario Mangiarotti · Edoardo Mangiarotti                                                        | SueciaBerndt-Otto Rehbinder · Bengt Ljungquist · Per Hjalmar Carleson · Carl Forssell · Sven Fahlman · Lennart Magnusson                                          | SuizaOtto Rüfenacht · Paul Meister · Oswald Zappelli · Willy Fitting · Mario Valota · Paul Barth                                                  |
| Melbourne 1956      | ItaliaGiuseppe Delfino · Franco Bertinetti · Alberto Pellegrino · Giorgio Anglesio · Carlo Pavesi · Edoardo Mangiarotti                                                        | HungríaBela Rerrich · Ambrus Nagy · Barnabas Berzsenyi · Jozsef Marosi · Jozsef Sakovics · Lajos Balthazár                                                        | FranciaYves Dreyfus · Rene Queyroux · Daniel Dagallier · Claude Nigon · Armand Mouyal                                                             |
| Roma 1960           | ItaliaGiuseppe Delfino · Alberto Pellegrino · Carlo Pavesi · Edoardo Mangiarotti · Fiorenzo Marini · Gianluigi Saccaro                                                         | Reino UnidoAllan Jay · Michael Howard · John Pelling · Henry Hoskyns · Raymond Harrison · Michael Alexander                                                       | Unión SoviéticaValentin Chernikov · Guram Kostava · Arnold Chernushevich · Bruno Khabarov · Aleksandr Pavlovsky                                   |
| Tokio 1964          | HungríaÁrpád Bárány · Tamás Gábor · István Kausz · Győző Kulcsár · Zoltán Nemere                                                                                               | ItaliaGiovan Battista Breda · Giuseppe Delfino · Gianfranco Paolucci · Alberto Pellegrino · Gianluigi Saccaro                                                     | FranciaClaude Bourquard · Claude Brodin · Jacques Brodin · Yves Dreyfus · Jack Guittet                                                            |
| México 1968         | HungríaCsaba Fenyvesi · Zoltán Nemere · Pál Schmitt · Győző Kulcsár · Pal Nagy                                                                                                 | Unión SoviéticaGrigory Kriss · Iosif Vitebsky · Aleksei Nikanchikov · Yuri Smolyakov · Viktor Modzalevsky                                                         | PoloniaBogdan Andrzejewski · Michał Butkiewicz · Bogdan Gonsior · Henryk Nielaba · Kazimierz Barburski                                            |
| Múnich 1972         | HungríaSándor Erdős · Csaba Fenyvesi · Győző Kulcsár · Pál Schmitt · István Osztrics                                                                                           | SuizaGuy Evequoz · Daniel Giger · Christian Kauter · Peter Lötscher · François Suchanecki                                                                         | Unión SoviéticaViktor Modzalevsky · Sergei Paramonov · Igor Valetov · Georgi Zažitski · Grigory Kriss                                             |
| Montreal 1976       | SueciaCarl von Essen · Hans Jacobson · Rolf Edling · Leif Högström · Göran Flodström                                                                                           | Alemania OccidentalAlexander Pusch · Hans-Jürgen Hehn · Reinhold Behr · Volker Fischer · Hanns Jana                                                               | SuizaFrançois Suchanecki · Michel Poffet · Daniel Giger · Christian Kauter · Jean-Blaise Evequoz                                                  |
| Moscú 1980          | FranciaPhilippe Riboud · Patrick Picot · Hubert Gardas · Philippe Boisse · Michel Salesse                                                                                      | PoloniaPiotr Jabłkowski · Andrzej Lis · Leszek Swornowski · Ludomir Chronowski · Mariusz Strzałka                                                                 | Unión SoviéticaAshot Karagian · Boris Lukomsky · Alexandr Abushajmetov · Aleksander Mozhaev · Vladimir Smirnov                                    |
| Los Ángeles 1984    | Alemania OccidentalElmar Borrmann · Volker Fischer · Gerhard Heer · Rafael Nickel · Alexander Pusch                                                                            | FranciaPhilippe Boisse · Jean-Michel Henry · Olivier Lenglet · Philippe Riboud · Michel Salesse                                                                   | ItaliaStefano Bellone · Sandro Cuomo · Cosimo Ferro · Roberto Manzi · Angelo Mazzoni                                                              |
| Seúl 1988           | FranciaFrédéric Delpla · Jean-Michel Henry · Olivier Lenglet · Philippe Riboud · Éric Srecki                                                                                   | Alemania OccidentalElmar Borrmann · Volker Fischer · Thomas Gerull · Alexander Pusch · Arnd Schmitt                                                               | Unión SoviéticaAndrey Shuvalov · Pavel Kolobkov · Wladimir Resnitschenko · Mijail Tishko · Igor Tikhomirov                                        |
| Barcelona 1992      | AlemaniaElmar Borrmann · Robert Felisiak · Arnd Schmitt · Uwe Proske · Wladimir Resnitschenko                                                                                  | HungríaIván Kovács · Krisztián Kulcsár · Ferenc Hegedűs · Ernő Kolczonay · Gábor Totola                                                                           | Equipo UnificadoPavel Kolobkov · Andrey Shuvalov · Serguei Kravchuk · Sergei Kostarev · Valery Zakharevich                                        |
| Atlanta 1996        | ItaliaSandro Cuomo · Angelo Mazzoni · Maurizio Randazzo | RusiaAleksandr Beketov · Pavel Kolobkov · Valery Zakharevich | FranciaJean-Michel Henry · Robert Leroux · Éric Srecki                                                                                            |
| Sídney 2000         | ItaliaAngelo Mazzoni · Paolo Milanoli · Maurizio Randazzo · Alfredo Rota | FranciaJean-François di Martino · Hugues Obry · Éric Srecki | CubaNelson Loyola · Carlos Pedroso · Iván Trevejo                                                                                                 |
| Atenas 2004         | FranciaFabrice Jeannet · Jérôme Jeannet · Hugues Obry · Érik Boisse | HungríaGábor Boczkó · Krisztián Kulcsár · Iván Kovács · Géza Imre                                                                                                 | AlemaniaSven Schmid · Jörg Fiedler · Daniel Strigel                                                                                               |
| Beijing 2008        | FranciaJérôme Jeannet · Fabrice Jeannet · Ulrich Robeiri | PoloniaRobert Andrzejuk · Tomasz Motyka · Adam Wiercioch · Radosław Zawrotniak                                                                                    | ItaliaStefano Carozzo · Diego Confalonieri · Alfredo Rota · Matteo Tagliariol                                                                     |
| Londres 2012        | prueba no incluida en el programa olímpico | prueba no incluida en el programa olímpico | prueba no incluida en el programa olímpico |
| Río de Janeiro 2016 | FranciaGauthier Grumier · Yannick Borel · Daniel Jérent · Jean-Michel Lucenay                                                                                                  | ItaliaEnrico Garozzo · Marco Fichera · Paolo Pizzo · Andrea Santarelli                                                                                            | HungríaGéza Imre · Gábor Boczkó · András Rédli · Péter Somfai                                                                                     |
| Tokio 2020          | Japón Koki Kano · Kazuyasu Minobe · Masaru Yamada · Satoru Uyama | ROC Sergey Bida · Sergey Khodos · Pavel Sukhov · Nikita Glazkov                                                                                                   | Corea del Sur Park Sang-young · Ma Se-geon · Song Jae-Ho · Kweon Young-jun                                                                        |
| París 2024          | Hungría Tibor Andrásfi · Máté Koch · Gergely Siklósi · Dávid Nagy | Japón Koki Kano · Akira Komata · Masaru Yamada · Kazuyasu Minobe                                                                                                  | República Checa Jiří Beran · Jakub Jurka · Martin Rubeš · Michal Čupr                                                                             |

### Sableindividual
| Edición             | Oro                                  | Plata                               | Bronce                                 |
| ------------------- | ------------------------------------ | ----------------------------------- | -------------------------------------- |
| Atenas 1896         | Ioannis Georgiadis · Grecia          | Tilemachos Karakalos · Grecia       | Holger Nielsen · Dinamarca             |
| París 1900          | Georges de la Falaise · Francia      | Léon Thiébaut · Francia             | Siegfried Flesch · Austria             |
| St. Louis 1904      | Manuel Díaz Martínez · Cuba          | William Grebe · Estados Unidos      | Albertson Van Zo Post · Estados Unidos |
| Londres 1908        | Jenő Fuchs · Hungría                 | Béla Zulawszky · Hungría            | Vilém Goppold von Lobsdorf · Bohemia   |
| Estocolmo 1912      | Jenő Fuchs · Hungría                 | Béla Békessy · Hungría              | Ervin Mészáros · Hungría               |
| Amberes 1920        | Nedo Nadi · Italia                   | Aldo Nadi · Italia                  | Adrianus de Jong · Países Bajos        |
| París 1924          | Sándor Pósta · Hungría               | Roger Ducret · Francia              | János Garay · Hungría                  |
| Ámsterdam 1928      | Ödön Tersztyánszky · Hungría         | Attila Petschauer · Hungría         | Bino Bini · Italia                     |
| Los Ángeles 1932    | György Piller · Hungría              | Giulio Gaudini · Italia             | Endre Kabos · Hungría                  |
| Berlín 1936         | Endre Kabos · Hungría                | Gustavo Marzi · Italia              | Aladár Gerevich · Hungría              |
| Londres 1948        | Aladár Gerevich · Hungría            | Vincenzo Pinton · Italia            | Pál Kovács · Hungría                   |
| Helsinki 1952       | Pál Kovács · Hungría                 | Aladár Gerevich · Hungría           | Tibor Berczelly · Hungría              |
| Melbourne 1956      | Rudolf Kárpáti · Hungría             | Jerzy Pawłowski · Polonia           | Lev Kuznetsov · Unión Soviética        |
| Roma 1960           | Rudolf Kárpáti · Hungría             | Zoltán Horváth · Hungría            | Wladimiro Calarese · Italia            |
| Tokio 1964          | Tibor Pézsa · Hungría                | Claude Arabo · Francia              | Umar Mavlikhanov · Unión Soviética     |
| México 1968         | Jerzy Pawłowski · Polonia            | Mark Rakita · Unión Soviética       | Tibor Pézsa · Hungría                  |
| Múnich 1972         | Viktor Sidyak · Unión Soviética      | Péter Marót · Hungría               | Vladimir Nazlymov · Unión Soviética    |
| Montreal 1976       | Víktor Krovopúskov · Unión Soviética | Vladimir Nazlymov · Unión Soviética | Viktor Sidyak · Unión Soviética        |
| Moscú 1980          | Víktor Krovopúskov · Unión Soviética | Mikhail Burtsev · Unión Soviética   | Imre Gedővári · Hungría                |
| Los Ángeles 1984    | Jean-François Lamour · Francia       | Marco Marin · Italia                | Peter Westbrook · Estados Unidos       |
| Seúl 1988           | Jean-François Lamour · Francia       | Janusz Olech · Polonia              | Giovanni Scalzo · Italia               |
| Barcelona 1992      | Bence Szabó · Hungría                | Marco Marin · Italia                | Jean-François Lamour · Francia         |
| Atlanta 1996        | Stanislav Pozdnyakov · Rusia         | Sergey Sharikov · Rusia             | Damien Touya · Francia                 |
| Sídney 2000         | Mihai Covaliu · Rumania              | Mathieu Gourdain · Francia          | Wiradech Kothny · Alemania             |
| Atenas 2004         | Aldo Montano · Italia                | Zsolt Nemcsik · Hungría             | Vladyslav Tretiak · Ucrania            |
| Beijing 2008        | Zhong Man · República Popular China  | Nicolas Lopez · Francia             | Mihai Covaliu · Rumania                |
| Londres 2012        | Áron Szilágyi · Hungría              | Diego Occhiuzzi · Italia            | Nikolay Kovalev · Rusia                |
| Río de Janeiro 2016 | Áron Szilágyi · Hungría              | Daryl Homer · Estados Unidos        | Kim Jung-hwan · Corea del Sur          |
| Tokio 2020          | Áron Szilágyi · Hungría              | Luigi Samele · Italia               | Kim Jung-hwan · Corea del Sur          |
| París 2024          | Oh Sang-Uk · Corea del Sur           | Farès Ferjani · Túnez               | Luigi Samele · Italia                  |

### Sablepor equipos
| Edición             | Oro | Plata | Bronce |
| ------------------- | --- | --- | --- |
| Londres 1908        | HungríaJenő Fuchs · Oszkár Gerde · Péter Tóth · Lajos Werkner · Dezső Földes                                                                   | ItaliaMarcello Bertinetti · Riccardo Nowak · Abelardo Olivier · Alessandro Pirzio-Biroli · Sante Ceccherini                                  | BohemiaVlastimil Lada-Sázavský · Vilém Goppold von Lobsdorf · Bedřich Schejbal · Jaroslav Šourek-Tuček · Otakar Lada                              |
| Estocolmo 1912      | Hungría Jenő Fuchs · László Berti · Ervin Mészáros · Dezső Földes · Oszkár Gerde · Zoltán Ozoray Schenker · Péter Tóth · Lajos Werkner         | Austria Richard Verderber · Otto Herschmann · Rudolf Cvetko · Friedrich Golling · Andreas Suttner · Albert Bogen · Reinhold Trampler ·       | Países Bajos Willem Hubert van Blijenburgh · George van Rossem · Adrianus de Jong · Jetze Doorman · Dirk Scalongne · Hendrik de Iongh             |
| Amberes 1920        | ItaliaAldo Nadi · Nedo Nadi · Francesco Gargano · Oreste Puliti · Giorgio Santelli · Dino Urbani · Federico Secondo Cesarano · Baldo Baldi     | FranciaJean Margraff · Marc Marie Jean Perrodon · Henri de Saint Germain · Georges Trombert · Lucien Gaudin                                  | Países BajosJan Van Der Wiel · Adrianus de Jong · Jetze Doorman · Willem Hubert van Blijenburgh · Louis Delaunoij · Salomon Zeldenrust            |
| París 1924          | ItaliaRenato Anselmi · Guido Balzarini · Marcello Bertinetti · Bino Bini · Vincenzo Cuccia · Oreste Moricca · Oreste Puliti · Giulio Sarrocchi | HungríaLászló Berti · János Garay · Sándor Pósta · József Rády · Zoltán Ozoray Schenker · László Széchy · Ödön Tersztyánszky · Jenő Uhlyárik | Países BajosAdrianus de Jong · Jetze Doorman · Hendrik Scherpenhuyzen · Jan Van Der Wiel · Maarten Hendrik Van Dulm · Henri Jacob Wynoldy-Daniels |
| Ámsterdam 1928      | HungríaÖdön Tersztyánszky · János Garay · Attila Petschauer · József Rády · Sándor Gombos · Gyula Glykais                                      | ItaliaBino Bini · Oreste Puliti · Giulio Sarrocchi · Renato Anselmi · Emilio Salafia · Gustavo Marzi                                         | PoloniaAdam Papée · Tadeusz Friedrich · Kazimierz Laskowski · Władysław Segda · Aleksander Małecki · Jerzy Zabielski                              |
| Los Ángeles 1932    | HungríaEndre Kabos · Attila Petschauer · Ernő Nagy · Gyula Glykais · György Piller · Aladár Gerevich ·                                         | ItaliaGustavo Marzi · Giulio Gaudini · Renato Anselmi · Emilio Salafia · Arturo De Vecchi · Ugo Pignotti                                     | PoloniaTadeusz Friedrich · Marian Suski · Władysław Dobrowolski · Władysław Segda · Leszek Lubicz · Adam Papée                                    |
| Berlín 1936         | HungríaPál Kovács · Tibor Berczelly · Imre Rajczy · Aladár Gerevich · Endre Kabos · László Rajcsányi                                           | ItaliaVincenzo Pinton · Aldo Masciotta · Athos Tanzini · Aldo Montano · Gustavo Marzi · Giulio Gaudini                                       | AlemaniaHans Jörger · Julius Eisenecker · August Heim · Erwin Casmir · Richard Wahl · Hans Esser                                                  |
| Londres 1948        | HungríaLászló Rajcsányi · Bertalan Papp · Aladár Gerevich · Tibor Berczelly · Rudolf Kárpáti · Pál Kovács                                      | ItaliaCarlo Turcato · Gastone Darè · Vincenzo Pinton · Mauro Racca · Renzo Nostini · Aldo Montano                                            | Estados UnidosMiguel Angel De Capriles · Norman Cohn-Armitage · George Vitez Worth · Dean Victor Cetrulo · James Hummitzsch Flynn · Tibor Nyilas  |
| Helsinki 1952       | HungríaBertalan Papp · László Rajcsányi · Rudolf Kárpáti · Tibor Berczelly · Aladár Gerevich · Pál Kovács                                      | ItaliaGiorgio Pellini · Vincenzo Pinton · Renzo Nostini · Mauro Racca · Gastone Darè · Roberto Ferrari                                       | FranciaMaurice Piot · Jacques Lefèvre · Bernard Morel · Jean Laroyenne · Jean-Francois Tournon · Jean Levavasseur                                 |
| Melbourne 1956      | HungríaAttila Keresztes · Aladár Gerevich · Rudolf Kárpáti · Jenő Hámori · Pál Kovács · Dániel Magay                                           | PoloniaZygmunt Pawlas · Jerzy Pawłowski · Wojciech Zabłocki · Andrzej Ryszard Piątkowski · Marian Kuszewski · Ryszard Zub                    | Unión SoviéticaYakov Rylsky · David Tyshler · Lev Kuznetsov · Yevgueni Cherepovski · Leonid Bogdanov                                              |
| Roma 1960           | HungríaTamás Mendelényi · Rudolf Kárpáti · Pál Kovács · Zoltán Horváth · Gábor Delneky · Aladár Gerevich                                       | PoloniaAndrzej Piatkowski · Emil Ochyra · Wojciech Zabłocki · Jerzy Pawłowski · Ryszard Zub · Marian Kuszewski                               | ItaliaWladimiro Calarese · Giampaolo Calanchini · Pierluigi Chicca · Roberto Ferrari · Mario Ravagnan                                             |
| Tokio 1964          | Unión SoviéticaBoris Melnikov · Nugzar Asatiani · Mark Rakita · Yakov Rylsky · Umiar Mavlijanov                                                | ItaliaGiampaolo Calanchini · Wladimiro Calarese · Pierluigi Chicca · Mario Ravagnan · Cesare Salvadori                                       | PoloniaEmil Ochyra · Jerzy Pawłowski · Ryszard Zub · Andrzej Piatkowski · Wojciech Zabłocki                                                       |
| México 1968         | Unión SoviéticaVladimir Nazlymov · Viktor Sidyak · Eduard Vinokurov · Mark Rakita · Umiar Mavlijanov                                           | ItaliaWladimiro Calarese · Michele Maffei · Cesare Salvadori · Pierluigi Chicca · Rolando Rigoli                                             | HungríaTamás Kovács · János Kalmár · Péter Bakonyi · Miklós Meszéna · Tibor Pézsa                                                                 |
| Múnich 1972         | ItaliaMichele Maffei · Mario Aldo Montano · Mario Tullio Montano · Rolando Rigoli · Cesare Salvadori                                           | Unión SoviéticaViktor Bashenov · Vladimir Nazlymov · Viktor Sidyak · Eduard Vinokurov · Mark Rakita                                          | HungríaPál Gerevich · Tamás Kovács · Péter Marót · Tibor Pézsa · Péter Bakonyi                                                                    |
| Montreal 1976       | Unión SoviéticaViktor Krovopuskov · Eduard Vinokurov · Viktor Sidyak · Vladimir Nazlymov · Mikhail Burtsev                                     | ItaliaMario Aldo Montano · Michele Maffei · Angelo Arcidiacono · Tommaso Montano · Mario Tullio Montano                                      | RumaniaDaniel Irimiciuc · Ioan Pop · Marin Mustata · Corneliu Marin · Alexandru Nilca                                                             |
| Moscú 1980          | Unión SoviéticaMikhail Burtsev · Viktor Krovopuskov · Viktor Sidyak · Vladimir Nazlymov                                                        | ItaliaMichele Maffei · Mario Aldo Montano · Marco Romano · Ferdinando Meglio                                                                 | HungríaImre Gedővári · Rudolf Nébald · Pál Gerevich · Ferenc Hammang · György Nébald                                                              |
| Los Ángeles 1984    | ItaliaMarco Marin · Gianfranco Dalla Barba · Giovanni Scalzo · Ferdinando Meglio · Angelo Arcidiacono                                          | FranciaJean-François Lamour · Pierre Guichot · Hervé Granger-Veyron · Philippe Delrieu · Franck Ducheix                                      | RumaniaMarin Mustata · Ioan Pop · Alexandru Chiculita · Corneliu Marin · Vilmos Szabo                                                             |
| Seúl 1988           | HungríaImre Bujdosó · László Csongrádi · Imre Gedővári · György Nébald · Bence Szabó                                                           | Unión SoviéticaAndrei Alshan · Mikhail Burtsev · Serguei Koriazhkin · Serguei Mindirgasov · Heorhiy Pohosov                                  | ItaliaMassimo Cavaliere · Gianfranco Dalla Barba · Marco Marin · Ferdinando Meglio · Giovanni Scalzo                                              |
| Barcelona 1992      | Equipo UnificadoGrigory Kiriyenko · Aleksandr Shirshov · Heorhiy Pohosov · Vadim Gutzeit · Stanislav Pozdnyakov                                | HungríaBence Szabó · Csaba Köves · György Nébald · Péter Abay · Imre Bujdosó                                                                 | FranciaJean-François Lamour · Jean-Phillippe Daurelle · Franck Ducheix · Hervé Grainger-Veyron · Pierre Guichot                                   |
| Atlanta 1996        | RusiaStanislav Pozdnyakov · Grigory Kiriyenko · Sergey Sharikov                                                                                | HungríaCsaba Köves · József Navarrete · Bence Szabó                                                                                          | ItaliaRaffaello Caserta · Luigi Tarantino · Toni Terenzi                                                                                          |
| Sídney 2000         | RusiaSergey Sharikov · Alexei Frosin · Stanislav Pozdnyakov                                                                                    | FranciaMathieu Gourdain · Julien Pillet · Cédric Séguin · Damien Touya                                                                       | AlemaniaDennis Bauer · Wiradech Kothny · Alexander Weber                                                                                          |
| Atenas 2004         | FranciaJulien Pillet · Damien Touya · Gaël Touya                                                                                               | ItaliaAldo Montano · Gianpiero Pastore · Luigi Tarantino                                                                                     | RusiaSergey Sharikov · Alexei Diachenko · Stanislav Pozdnyakov · Aleksey Yakimenko                                                                |
| Beijing 2008        | FranciaNicolas Lopez · Julien Pillet · Boris Sanson                                                                                            | Estados UnidosTim Morehouse · Jason Rogers · Keeth Smart · James Williams                                                                    | ItaliaAldo Montano · Diego Occhiuzzi · Giampiero Pastore · Luigi Tarantino                                                                        |
| Londres 2012        | Corea del SurGu Bon-gil · Won Woo-Young · Kim Jung-hwan · Oh Eun-Seok                                                                          | RumaniaRareș Dumitrescu · Tiberiu Dolniceanu · Florin Zalomir · Alexandru Siriţeanu                                                          | ItaliaAldo Montano · Diego Occhiuzzi · Luigi Samele · Luigi Tarantino                                                                             |
| Río de Janeiro 2016 | prueba no incluida en el programa olímpico | prueba no incluida en el programa olímpico                                                                                                   | prueba no incluida en el programa olímpico |
| Tokio 2020          | Corea del SurKim Jung-hwan · Oh Sang-uk · Gu Bon-gil · Kim Jun-Ho                                                                              | ItaliaAldo Montano · Luca Curatoli · Enrico Berrè · Luigi Samele                                                                             | HungríaÁron Szilágyi · Tamás Decsi · András Szatmári · Csanád Gémesi                                                                              |
| París 2024          | Corea del Sur Gu Bon-Gil · Oh Sang-Uk · Park Sang-Won · Do Gyeong-Dong                                                                         | Hungría Csanád Gémesi · Krisztián Rabb · András Szatmári · Áron Szilágyi                                                                     | Francia Boladé Apithy · Sébastien Patrice · Maxime Pianfetti · Jean-Philippe Patrice                                                              |

## Eventos descontinuados

### Floreteindividual, profesional
| Edición     | Oro                       | Plata                          | Bronce                           |
| ----------- | ------------------------- | ------------------------------ | -------------------------------- |
| Atenas 1896 | Grecia · Leonidas Pyrgos  | Francia · Joanni Perronet      | medalla no otorgada              |
| París 1900  | Francia · Lucien Mérignac | Francia · Alphonse Kirchhoffer | Francia · Jean-Baptiste Mimiague |

### Espadaindividual, profesional
| Edición    | Oro                   | Plata                     | Bronce                  |
| ---------- | --------------------- | ------------------------- | ----------------------- |
| París 1900 | Francia · Albert Ayat | Francia · Gilbert Bougnol | Francia · Henri Laurent |

### Espadaindividual, profesional y amateur
| Edición    | Oro                   | Plata              | Bronce             |
| ---------- | --------------------- | ------------------ | ------------------ |
| París 1900 | Francia · Albert Ayat | Cuba · Ramón Fonst | Francia · Léon Sée |

### Sableindividual, profesional
| Edición    | Oro                    | Plata                   | Bronce                  |
| ---------- | ---------------------- | ----------------------- | ----------------------- |
| París 1900 | Italia · Antonio Conte | Italia · Italo Santelli | Austria · Milan Neralić |

### Singlestick
| Edición        | Oro                                    | Plata                                   | Bronce                         |
| -------------- | -------------------------------------- | --------------------------------------- | ------------------------------ |
| St. Louis 1904 | Estados Unidos · Albertson Van Zo Post | Estados Unidos · William Scott O'Connor | Estados Unidos · William Grebe |